# يان دوكز
يان دوكز (بالإنجليزية: Jan Dukes)‏ هو لاعب كرة قاعدة أمريكي، ولد في 16 أغسطس 1945 في شايان في الولايات المتحدة.

## وصلات خارجية
- يان دوكز على موقعبيزبول رفرنس.كوم (الدوري الرئيسي) (الإنجليزية)
- يان دوكز على موقعبيزبول رفرنس.كوم (الدوري الثانوي) (الإنجليزية)